# Erica Boyer
Erica Boyer (22 de diciembre de 1956 - 1 de enero de 2010) fue una actriz pornográfica estadounidense. Fue miembro del AVN Hall of Fame

## Biografía
Antes de su debut en la pornografía, trabajó en el O'Farrell Theater de los hermanos Mitchell en San Francisco como bailarina de estriptis.
Erica Boyer apareció en más de 400 producciones tras empezar su carrera porno con Beyond De Sade. Salió de su retiro para trabajar de nuevo con Marilyn Chambers en el XXX Dark Chambers.
Tras su retiro, tuvo su propio negocio de fisioterapia y realizó trabajos voluntarios como payaso y pintora de caras.
Murió en un accidente de tráfico en la víspera de Año Nuevo de 2009, a la edad de 53 años. Estaba casada y tenía un hijo.
Boyer era descrita por quienes la conocían como una lesbiana con tendencias bisexuales.

## Premios
- 1985 XRCO Award for Lascivious Lesbian - Body Girls (with Robin Everett)[8]